# Hroznějovice
Hroznějovice (dříve také Hrozňovice nebo Hrožňovice) jsou malá vesnice, část města Hluboká nad Vltavou v okrese České Budějovice v Jihočeském kraji. Nachází se asi 11,5 kilometru severně od Hluboké nad Vltavou a asi 8,5 kilometru jihovýchodně od Jaderné elektrárny Temelín. Hroznějovice jsou také název katastrálního území o rozloze 5,52 km².

## Historie
První písemná zmínka o vesnici pochází z roku 1379.

## Obyvatelstvo
| Rok            | 1869 | 1880 | 1890 | 1900 | 1910 | 1921 | 1930 | 1950 | 1961 | 1970 | 1980 | 1991 | 2001 | 2011 | 2021 |
| -------------- | ---- | ---- | ---- | ---- | ---- | ---- | ---- | ---- | ---- | ---- | ---- | ---- | ---- | ---- | ---- |
| Počet obyvatel | 288  | 290  | 241  | 257  | 219  | 230  | 240  | 181  | 159  | 126  | 100  | 75   | 54   | 50   | 54   |
| Počet domů     | 35   | 36   | 38   | 39   | 42   | 41   | 44   | 43   | 39   | 36   | 31   | 32   | 36   | 38   | 40   |

## Obecní správa
Při sčítání lidu v letech 1850–1964 Hroznějovice byly samostatnou obcí, se kterým patřily nejprve do okresu Týn nad Vltavou, ale od roku 1960 v okrese České Budějovice. Od 14. června 1964 do 31. prosince 1987 byly částí obce Kostelec v okrese České Budějovice. Od 1. ledna 1988 jsou částí města Hluboká nad Vltavou v okrese České Budějovice.

## Pamětihodnosti
- Dva mohylníky v lese Babinci
- Mohylník v lese Slavonice
- Dva mohylníky na Jaroslavickém vrchu
- Mohylník Na Kamenitém

## Zajímavosti
- V roce 1432 je zmiňován Šimon z Hroznějovic jako vladař a purkmistr obce Tábor.[7] Alois Jirásek použil jméno Šimona z Hroznějovic ve svém románu Proti všem. Ve stejnojmenném filmu Otakary Vavry postavu Šimona z Hroznějovic zpodobnil Radovan Lukavský. Šimon z Hroznějovic podle tradice pocházel ze statku čp.4, kde byl v roce 1934 na zahradě nalezen poklad 96 stříbrných mincí z počátku 15. století.[8]
- Z Hroznějovic pocházel zedník Jan Hospodář, který v letech 1816–1870 byl na Vltavotýnsku tvůrcem řady ozdobných štítů ve stylu selského baroka.[8][9]
- V místě bývalé osady Pardovice, zaniklé v souvislosti s výstavbou Hněvkovické přehrady, je zachována betonová pevnůstka z let 1935–1838.[8][10]